# Kasbat Sidi Abdellah Ben M'Barek
Kasbat Sidi Abdellah Ben M'Barek (en àrab قصبة سيدي عبد الله بن امبارك, Qaṣbat Sīdī ʿAbd Allāb ibn Imbārak; en amazic ⵙⵉⴷⵉ ⵄⴱⴷⵍⵍⴰ ⴱⵏⵎⴱⴰⵕⴽ) és una comuna rural de la província de Tata, a la regió de Souss-Massa, al Marroc. Segons el cens de 2014 tenia una població total de 6.196 persones.